# Monte Sief
A Monte Sief (vagy Cima Sief) egy hegy a Dolomitokban, Olaszország Veneto régiójában, Belluno megyében, tszf. magassága 2424 m. A Fanes-hegycsoport része, a Buchenstein-völgytől (olaszul: Livinallongo, ladin nevén Fodom-völgy) északra, Dél-Tirol határának közvetlen közelében. Szomszédjával, a 2162 méter magas Col di Lanával együtt az első világháború idején véres harcok színtere volt.

## Földrajzi fekvése
A Monte Sief a Cordevole folyó völgyének északi (bal) partján emelkedik. Délnyugaton és délen maga a Livinallongo-völgy (Buchenstein, Fodom, tkp. ez a Felső Cordevole-völgy), délkeleten az Andraz folyó völgye határolja. Alatta fekszik több szétszórt csoportban Livinallongo del Col di Lana község. Ennek az országút melletti részközségei (Localitá): Cernadoi, Andraz (középkori várrommal), Salesei di Sopra, Pieve, Liviné, Brenta, Corte (világháborús erődrom), Pezzei, Renaz.
Délkeleti szomszédja a Col di Lana (2462 m), amellyel egy keskeny hegygerinc köti össze. Észak-északkeleten a Val Parola patak széles völgykatlana választja el a Falzarego-hágóról leereszkedő, és Arabba felé tartó SR48 sz. országúttól és magától a Valparola-hágótól.
Észak felé a Sief-hágón keresztül a Monte Castellóhoz és a Valparola-hágót uraló, 2571 m magas Setsass (Settsass) hegyorommal kapcsolódik. Északnyugat felé a Ruaz patak (torrente Ruaz) völgye határolja. Nyugat felé a 2138 m magas Pralongia hegyre, a Campolongo-hágóra és a Sella hegycsoportra néz. 
Délnyugat felé a Padon-hegygerincre, és azon túl a Marmolada hegyhát gleccserére tekint.
A hegy egy kisebb csoport részét képezi. Ennek csúcsai délkeletről északnyugat felé haladva a Panettone (2125 m), a Cappello di Napoleone („Napóleon kalapja”, 2200 m), a Col di Lana (2452 m), maga a Monte Sief (Cima Sief, 2424 m) és a Col de la Roda (1971 m).

## Legújabb kori történelme
Az első világháborúig a Buchenstein-völgy (Fodom-völgy) Ausztria Tirol tartományához tartozott. Az osztrákok már a háború kitörésekor kiürítették, mert védhetetlennek látták a dél felől érkező olasz támadással szemben. A háború után Livinallongo néven Olaszországhoz került, elnevezését 1918-ban Felső Cordevole-völgyre változtatták. A fasizmus idején végrehajtott erőszakos olaszosítás során a vidéket átcsatolták Veneto tartományhoz, a Buchenstein elnevezés használatát egészen 2013-ig teljesen be is tiltották. Ma Livinallongo (s vele a Col di Lana – Monte Sief hegycsoport is) Belluno megyéhez tartozik. 2007. október 28-án helyi népszavazás döntött arról, hogy a vidéket csatolják vissza Dél-Tirolhoz, ezt azonban nem hajtották végre.

## Az első világháborúban
A hegy ma az első világháború hegyi harcainak (Dolomitenkrieg) egyik emlékhelye. 1915-ben Olaszország belépett a világháború és támadást indított Tirol és a Brenner-hágó megszerzésére. A völgyeket az osztrák–magyar hadvezetés kiürítette, a védelmet a hegyi erődökbe vonták vissza. A Col di Lana és a szomszédos Monte Sief tetején épült erődített állásokat a német alpesi hadtest (Deutsches Alpenkorps) és osztrák egységek ellenőrizték védték, ellenőrizve a Falzarego-hágóra, nyugaton a Pordoi-hágóra és a Campolungo-hágóra menő utakat. A Col di Lana elleni olasz támadások sorra kudarcba fulladtak, ezért az olasz utászok robbantójáratokat fúrtak a hegy oldalába. 1916. április 17-ről 18-ra virradó éjszakán a Col di Lana csúcsát lerobbantották az osztrák védőállásokkal együtt, ennek következtében az osztrákok a hegy feladására kényszerültek.
A Col di Lana elvesztése után a védők a Monte Siefre vonultak vissza, a két hegyet összekötő gerincen keresztül. Mivel nyilvánvaló volt, hogy az olaszok következő stratégiai célpontja a Monte Sief elfoglalása, az osztrák hadvezetés nagy erőket küldött a hegy védelmére, akik erődített állásokban sáncolták el magukat. Az olasz rohamokat a jól beásott védelem rendre visszaverte, akárcsak korábban a Col di Lana esetében. Az olasz hadvezetés itt is robbantóalagutakat fúratott. 1917. március 6-án került sor az akna felrobbantására. A Monte Sief gerincének egy része leomlott, ezt azonnali több irányból indított gyalogsági roham követte, de a támadók nem értek célt, a védőket még időben más, épségben maradt állásokba vonták vissza. A Monte Sief védői a következő hónapokban is szilárdan kitartottak, a súlyos veszteségek hatására a olasz tömegrohamok megritkultak, mindkét részről kisebb hegyi rohamcsapatok akcióira került sor.

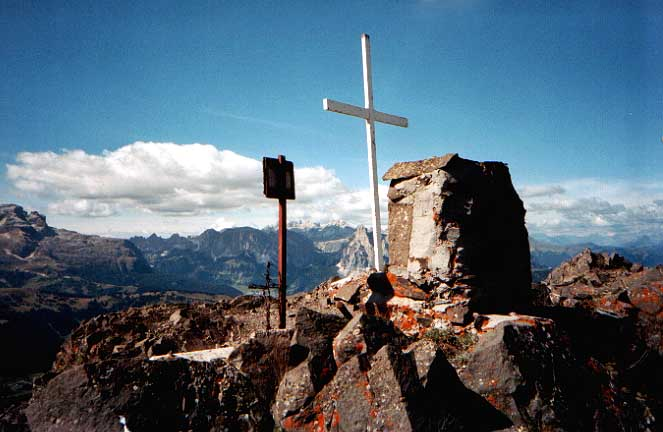
Emlékkereszt a Monte Sief csúcsán.

A Monte Sief elfoglalását célzó utolsó komoly rohamot az olaszok 1917. augusztus 20-án indították. Miután ez is véres kudarccal végződött, az olaszok 1917. szeptember 17-én újabb aknát robbantottak. A következő aknarobbantás előkészületeit az osztrákok időben felderítették és ellenaknát fúrtak. 1917. október 21-én begyújtották az osztrák robbantóaknát, amely sikeresen megsemmisítette a készülő olasz aknajáratokat.
Az 1917 októberében az Isonzó-fronton a központi hatalmak végrehajtották a sikeres caporettói áttörést. A vereség nyomán a Dolomit-fronton álló csapatokat stratégiai bekerítés fenyegette, ezért az egész frontszakaszt feladták. Az utolsó olasz csapatok 1917. november 5-én hagyták el a körzetet. A háború hátralévő idejében a front más vidékekre helyeződött át, a hegyekbe visszatért a nyugalom. A háború végén azonban az 1919-es békeszerződés az egész környéket, a teljes Dél-Tirollal együtt Olaszországnak juttatta. 1923-ban a Buchenstein-völgy vidékét királyi rendelettel átcsatolták Veneto tartományhoz.
A Monte Sief csúcsán ma kőből rakott emlékmű és egy kereszt emlékeztet mindkét harcoló fél elesett katonáira. A hegyen sok helyütt ma is láthatók a háború viharvert nyomai, lövész- és futóárkok, fedezékek, falétrák. A régi katonai járőr-ösvények és futóárkok egy részét a második világháború után járható állapotba hozták és beillesztették a kiépített hegyi turistaösvények útvonalába.

## Turizmus
A Monte Sief tetejére legegyszerűbben a Valparola-hágóból, jelzett túraútvonalon lehet eljutni. A másik lehetőség a Col di Lanán át, Pieve di Livinallongo községből (1465 méterről) indulva. Pieve községből kocsiút vezet a Pian della Lasta (1835 m) fennsíkra, a (jelenleg nem üzemelő) Rifugio Alpino menedékházhoz. Pala részközség mellett kis háborús múzeum is látható (Museo della Guerra). A Plan della Lastáról meredek gyalogösvény visz a Col di Lanára, innen a két hegyet összekötő gerincen át jutunk át a Monte Siefre.
A csúcsról a Dolomitok körpanorámája tárul ki: északon a Heiligkreuzkofel (Sasso di Santa Croce) csoportja, keleten a Falzarego-hágót közrefogó Tofanák és Nuvolau hegycsoportjai, délen a Cordevole-völgy, távolabb a Civetta-hegy, délen a Col di Lana (az 1916-os aknarobbantás óta a hegynek két csúcsa van), délnyugaton a Padon-hegygerinc, mögötte a Marmolada-gleccser, végül nyugaton a Pordoi-hágó és a Sella-masszívum látható.